# 7. září
7. září je 250. den roku podle gregoriánského kalendáře (251. v přestupném roce). Do konce roku zbývá 115 dní.

## Události

### Česko
- 1451 – V bitvě u Lučence porazil Jan Jiskra z Brandýsa vojska Jana Hunyadyho
- 1836 – Ve Svatovítské katedrále v Praze se konala poslední česká královská korunovace. Korunován byl císař Ferdinand I. Dobrotivý.
- 1848 – Císař Ferdinand I. Dobrotivý podepsal zákon o zrušení poddanství.
- 1856 – Česká premiéra opery Bludného Holanďana německého skladatele Richarda Wagnera v Praze
- 1902 – Zahájení provozu na železniční trati Telč–Slavonice
- 1938 – V Moravské Ostravě vyvolali henleinovci incident jako záminku k přerušení rozhovorů s československou vládou
- 1968 – Ministerstvo vnitra zakázalo činnost KAN.
- 1969 – Na Mezinárodním strojírenském veletrhu v Brně se veřejnosti přestavil nový osobní automobil Škoda 100/110.
- 1996 – Americký zpěvák Michael Jackson koncertoval na Letenské pláni v Praze, přišlo 130 000 diváků

### Svět
- 0070 – Římská armáda vedená generálem Titem dobyla a obsadila Jeruzalém, který vyplenila
- 0878 – Ludvík II. Koktavý  je papežem Janem VIII. korunován západofranským králem
- 1191 – Třetí křížová výprava: Richard I. Lví srdce drtivě porazil Saladina v bitvě u Arsufu.

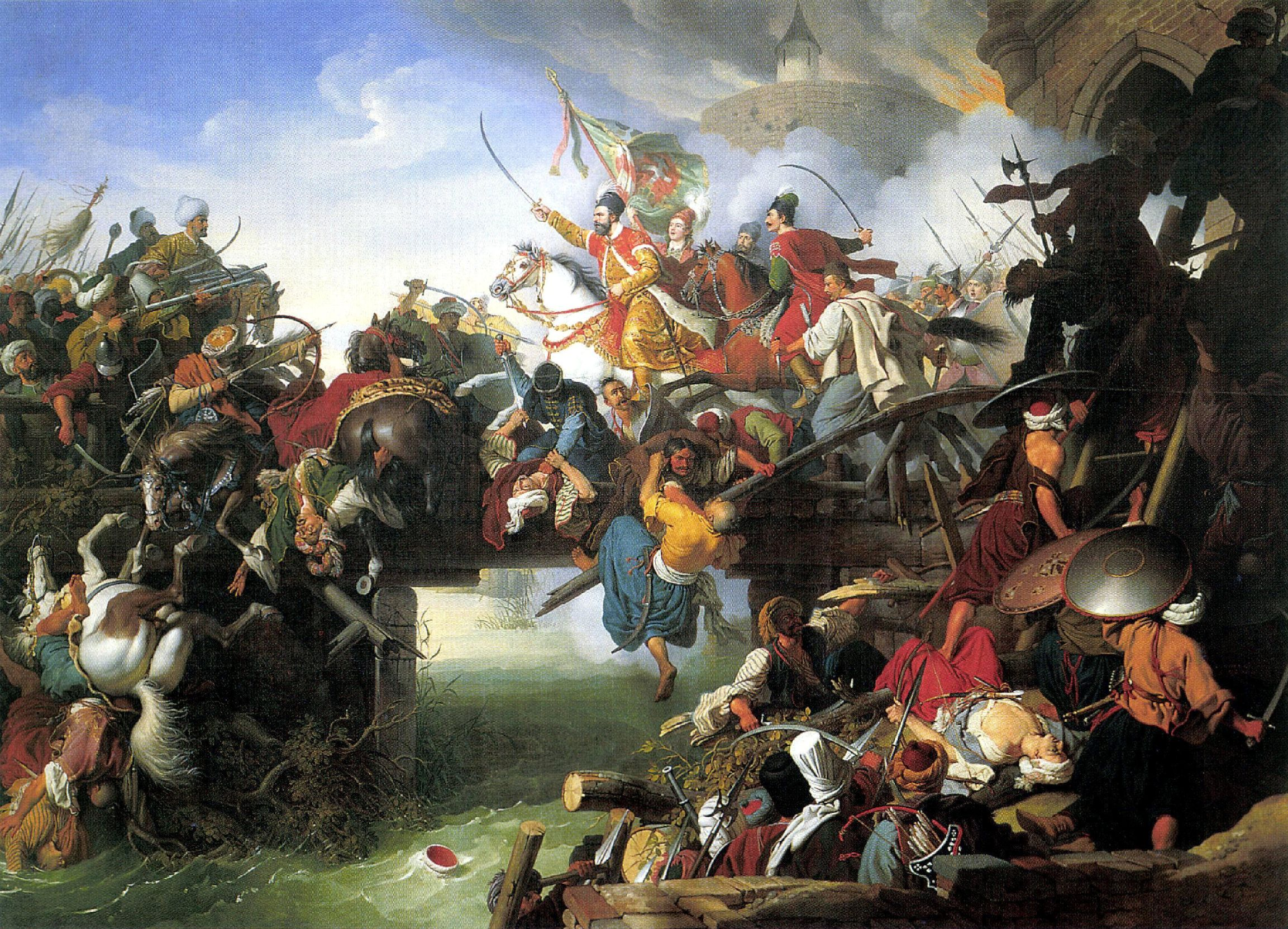
Poslední výpad ze Szigetváru

- 1566 – Turci po měsíčním obléhání dobyli vodní hrad Szigetvár, do posledního okamžiku bráněný švagrem Petra Voka Mikulášem Zrinským.
- 1812 – Napoleon I. Bonaparte získal v bitvě u Borodina přístupovou cestu k Moskvě.
- 1901 – Podepsáním boxerského protokolu s mnoha zahraničními vládami ukončila Čína oficiálně boxerské povstání, ozbrojený konflikt proti cizincům.
- 1936 – V zoologické zahradě v tasmánském Hobartu uhynul poslední známý exemplář vakovlka
- 1945 – Přehlídka všech armád, které se podílely na vítězném ukončení II. světové války, v Berlíně.
- 1998 – Larry Page a Sergey Brin, studenti Stanfordovy univerzity, založili internetový vyhledávač Google.
- 2011 – U Jaroslavle havaroval ruský letoun JAK-42 s hokejovým týmem z KHL Lokomotiv Jaroslavl. Až na palubního technika všichni v letounu zemřeli, mezi nimi i čeští hokejisté Jan Marek, Josef Vašíček, Karel Rachůnek a Slovák Pavol Demitra.
- 2016 – Firma Apple představila svůj nový iPhone 7.
- 2017 – Při zemětřesení u pobřeží Mexika a Guatemaly o síle 8,1 Mw zemřelo více než 100 lidí.

## Narození

### Česko

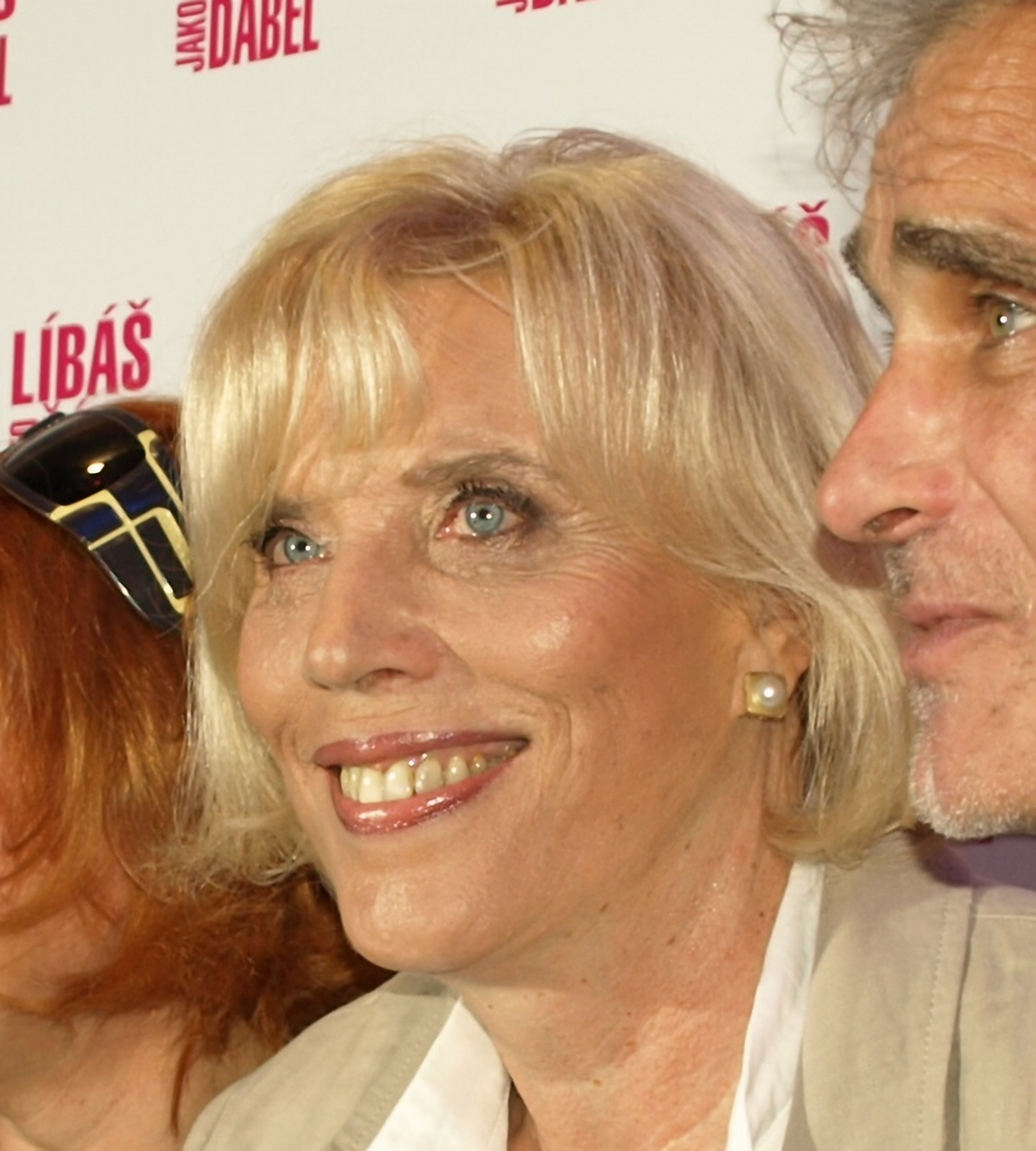
Marie Poledňáková (* 1941)

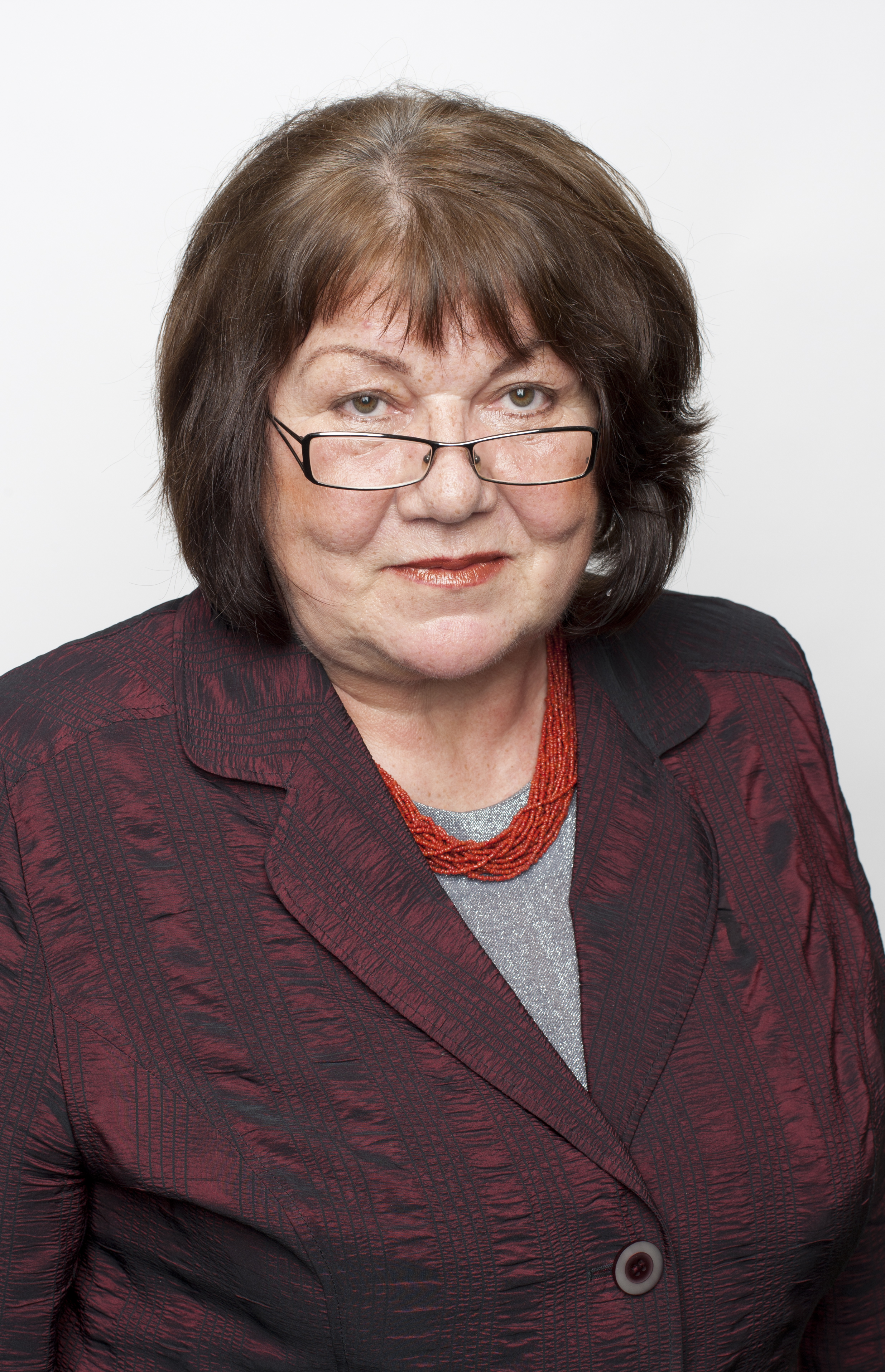
Eliška Wagnerová (* 1948)

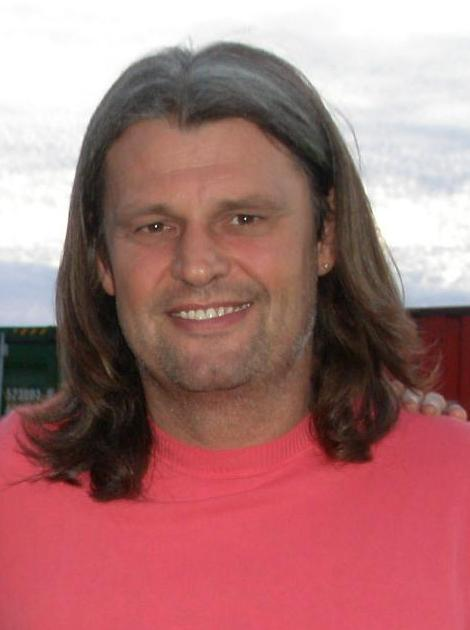
Tomáš Skuhravý (* 1965)

- 1641 – Jan Kristián I. z Eggenbergu, český šlechtic, vévoda krumlovský († 14. prosince 1710)
- 1655 – Ferdinand August z Lobkovic, český šlechtic a diplomat († 3. října 1715)
- 1731 – Antonín Brosmann, řádový hudební skladatel († 16. září 1798)
- 1781 – Jiří František August Buquoy, český šlechtic, ekonom a spisovatel († 19. dubna 1851)
- 1784 – František Max Kníže, skladatel († 23. července 1840)
- 1815 – Jan Perner, stavitel železnic († 10. září 1845)
- 1816 – Ferdinand von Hebra, zakladatel dermatologie († 5. srpna 1880)
- 1839 – Marie Hřímalá, klavíristka a operní pěvkyně († 13. května 1921)
- 1848 – Alexandr Brandejs, statkář, podnikatel a mecenáš († 19. května 1901)
- 1851 – František Krátký, český fotograf († 20. května 1924)
- 1875 – Julius Földessy, československý politik rusínské národnosti († 1947)
- 1877
  - Jaroslav Aster, československý politik († 28. září 1944)
  - Rudolf Urbánek, český historik († 26. července 1962)
- 1880 – Valdemar Mazura, žamberský starosta, fotograf a vydavatel († 4. dubna 1947)
- 1881 – Franz Macoun, československý politik německé národnosti († ?)
- 1883 – Gustav Heidler, československý politik a poslanec († 30. května 1930)
- 1889 – Václav Příhoda, český pedagog († 18. listopadu 1979)
- 1891 – Ferenc Futurista, herec († 19. června 1947)
- 1892 – Marie Anežka von Coudenhove-Honrichs, řeholnice Kongregace sester těšitelek Božského Srdce Ježíšova († 21. dubna 1977)
- 1893 – Josef Anton Trčka, fotograf, malíř, grafik a sochař († 16. března 1940)
- 1901 – Jarmila Glazarová, spisovatelka († 20. února 1977)
- 1903 – Emil Synek, spisovatel († 12. dubna 1993)
- 1909 – Ota Kraus, spisovatel († 10. července 2001)
- 1911 – Karel Hess, československý fotbalový reprezentant († 1947)
- 1912 – Václav Fišer, český herec († 30. října 1992)
- 1914 – Lída Baarová, herečka († 28. říjen 2000)
- 1924 – Miroslav Protivínský, český kriminalista († 14. dubna 2015)
- 1925 – Marie Čermáková, česká a československá politička
- 1928 – Irena Sedlecká, sochařka († 4. srpna 2020)
- 1929 – Augustin Emil Dorničák, katolický kněz, převor, augustinián († 8. srpna 2008)
- 1937 – Bohumil Janoušek, reprezentant Československa ve veslování, bronz na OH 1960 a 1964
- 1938
  - Milena Dvorská, česká herečka († 22. prosince 2009)
  - Petr Hořejš, český publicista, scenárista, spisovatel († 27. července 2023)
- 1941
  - Viktor Kolář, fotograf
  - Marie Poledňáková, česká scenáristka a režisérka († 8. listopadu 2022)
- 1942 – Karel Hrdý, český politik
- 1944 – Ivo Pešák, český komik, hudebník, klarinetista, zpěvák a malíř († 9. května 2011)
- 1948
  - Marta Vančurová, herečka
  - Eliška Wagnerová, česká právnička a politička († 18. ledna 2025)
- 1952 – Milan Orlowski, stolní tenista
- 1955 – Pavel Roth, český zpěvák, skladatel a kytarista
- 1958
  - Ladislav Metelka, český klimatolog
  - Ján Zákopčaník, český meteorolog († 22. června 2022)
- 1960 – Železný Zekon, valašský profesionální silák
- 1961 – Vilém Čok, hudebník, zpěvák, baskytarista skupiny Pražský výběr
- 1964 – Sagvan Tofi, herec, zpěvák a model
- 1965 – Tomáš Skuhravý, fotbalista
- 1966 – Zdeněk Izer, bavič a imitátor

### Svět

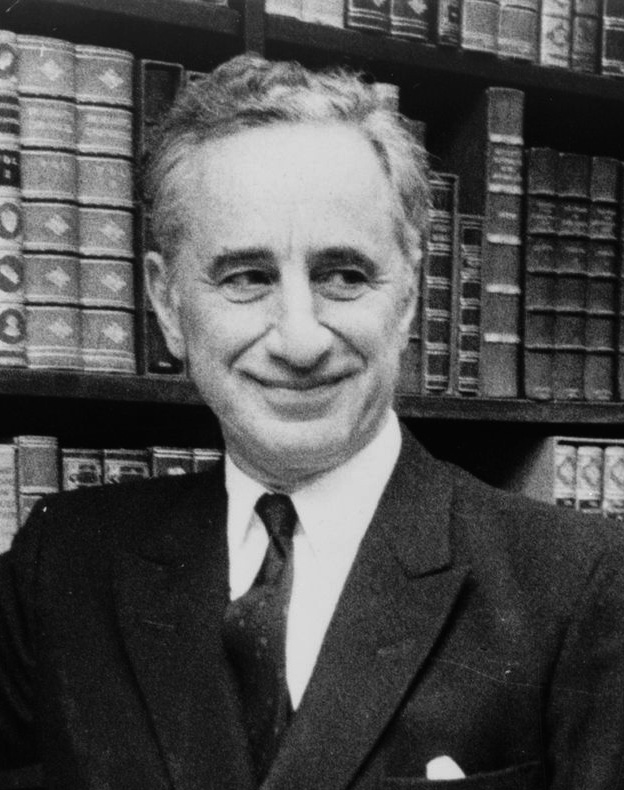
Elia Kazan (* 1909)

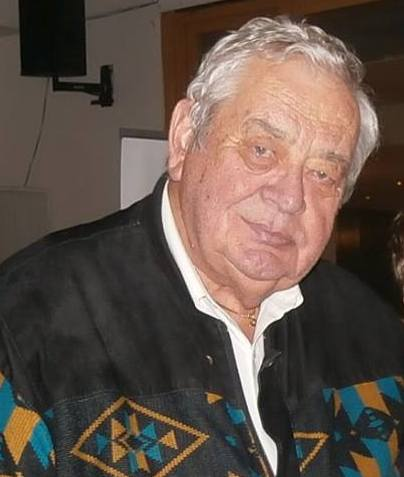
Karol Polák (* 1934)

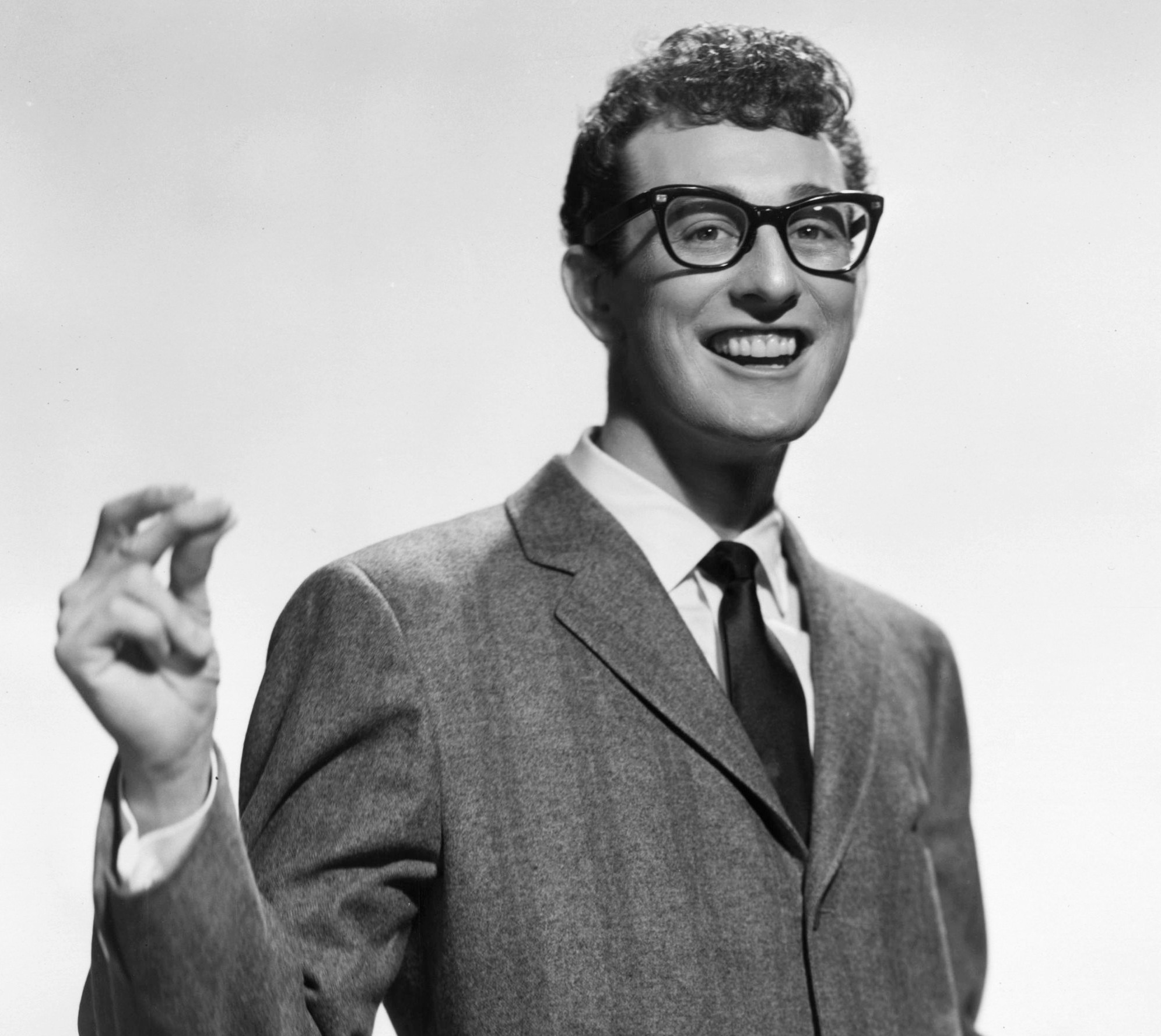
Buddy Holly (* 1936)

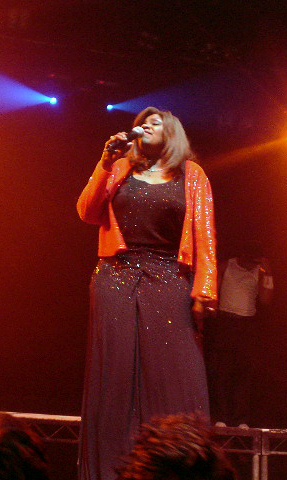
Gloria Gaynor (* 1943)

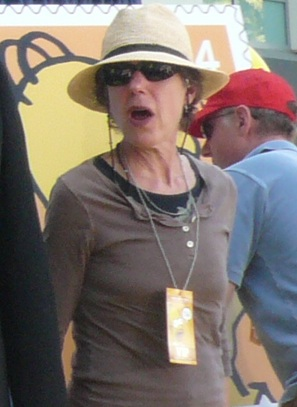
Julie Kavnerová (*1950)

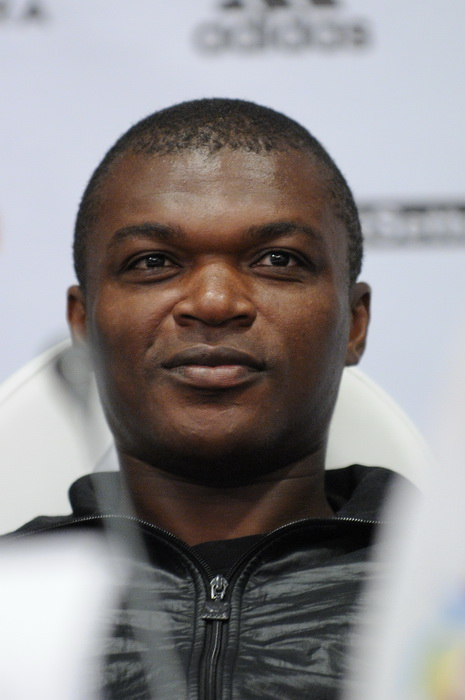
Marcel Desailly (* 1968)

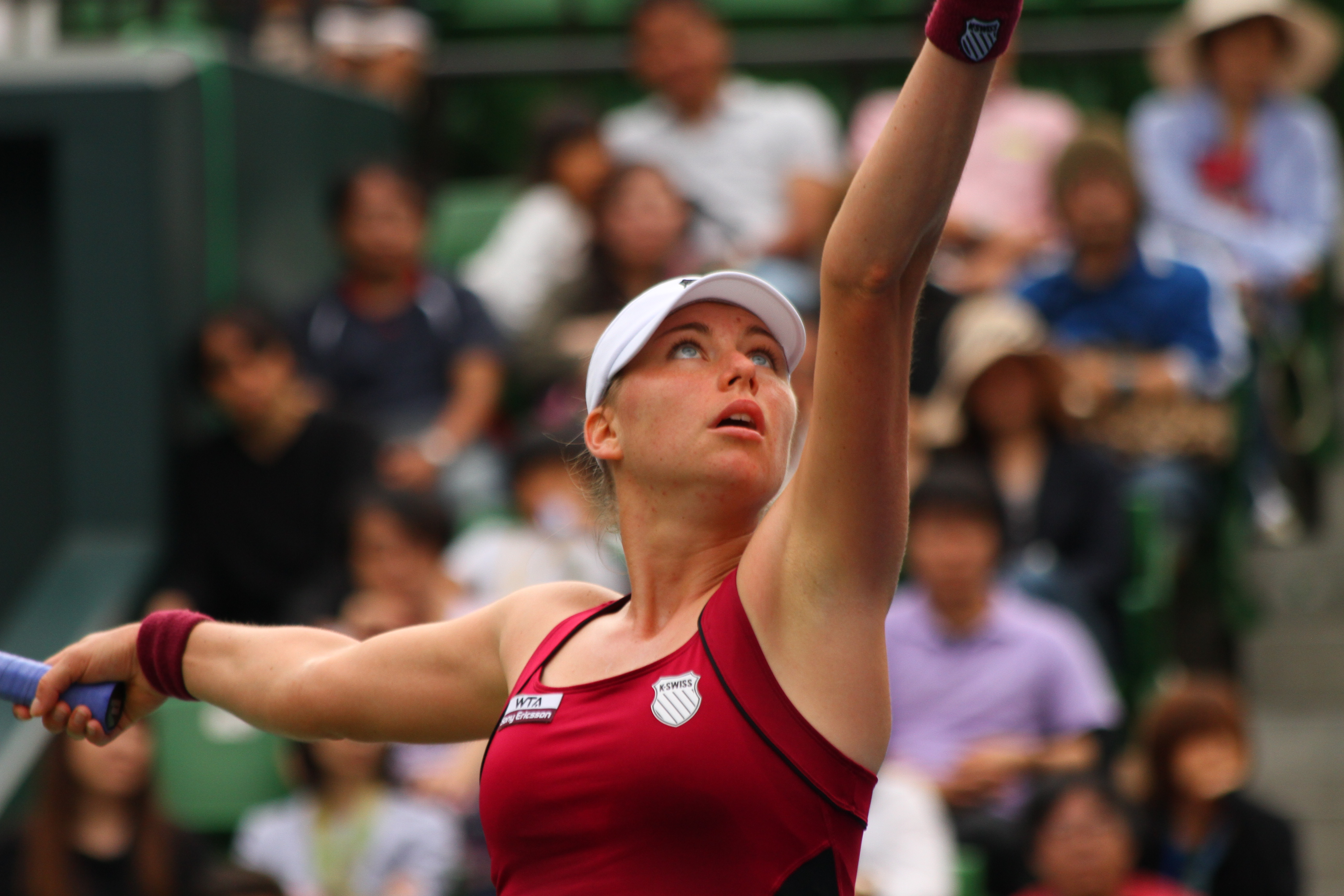
Věra Zvonarevová (* 1984)

- 1316 – Semjon Hrdý, kníže moskevský a veliký kníže vladimirský z dynastie Rurikovců († 27. dubna 1353)
- 1492 – Jacopo Aconcio, italský filozof a reformační teolog († 1566)
- 1533 – Alžběta I., královna Anglie a Irska († 24. března 1603)
- 1633 – Catharina Regina von Greiffenberg, dolnorakouská protestantská barokní básnířka († 10. dubna 1694)
- 1672 – Michal Kromholc, slovenský jezuita, náboženský spisovatel († 23. února 1739)
- 1683 – Marie Anna Josefa Habsburská, portugalská královna († 14. srpna 1754)
- 1707 – Georges Louis Leclerc de Buffon, francouzský přírodovědec († 16. dubna 1788)
- 1725 – William Duesbury, britský smaltér a podnikatel († 30. října 1786)
- 1726 – François-André Danican Philidor, francouzský šachista, hudebník a skladatel († 31. srpna 1795)
- 1777 – Karlota Parmská, parmská princezna († 5. dubna 1813)
- 1782 – Marie Bádenská, Brunšvicko-Wolfenbüttelská vévodkyně († 20. dubna 1808)
- 1795 – John Polidori, anglický spisovatel, lékař a cestovatel († 24. srpna 1821)
- 1799 – Edward Harris, americký farmář a ornitolog († 8. června 1863)
- 1801 – Hortense Allart – francouzská spisovatelka († 28. února 1879)
- 1810 – Hermann Heinrich Gossen, německý ekonom a revoluční myslitel († 13. února 1858)
- 1811 – Karel Anton von Hohenzollern-Sigmaringen, německý kníže a politik († 2. června 1885)
- 1815 – John McDouall Stuart, skotský cestovatel († 5. června 1866)
- 1817 – Luisa Hesensko-Kasselská, dánská královna († 29. září 1898)
- 1819 – Thomas A. Hendricks, americký politik a právník († 25. listopadu 1885)
- 1829
  - Ferdinand Vandeveer Hayden, americký geolog († 22. prosince 1887)
  - Friedrich August Kekulé, německý organický chemik († 13. července 1887)
- 1831 – Victorien Sardou, francouzský dramatik († 7. listopadu 1908)
- 1834 – Édouard Pailleron, francouzský básník a dramatik († 19. dubna 1899)
- 1836 – Henry Campbell-Bannerman, britský premiér († 22. dubna 1908)
- 1842 – Johannes Zukertort, německý šachový mistr († 20. června 1888)
- 1863 – Jens Ferdinand Willumsen, dánský výtvarný umělec († 4. dubna 1958)
- 1866 – Tristan Bernard, francouzský dramatik († 7. prosince 1947)
- 1868 – Blanka Bourbonsko-Kastilská, rakouská arcivévodkyně a princezna toskánská († 25. října 1949)
- 1870
  - Alexandr Kuprin, ruský spisovatel tatarského původu († 25. srpna 1938)
  - Thomas Curtis, americký atlet, olympijský vítěz († 23. května 1944)
- 1881 – André Mazon, francouzský slavista († 13. července 1967)
- 1887 – Edith Sitwell, anglická básnířka († 9. prosince 1964)
- 1903 – Adolph Giesl-Gieslingen, rakouský konstruktér lokomotiv († 11. února 1992)
- 1905 – Brunon Zembol, polský kněz blahoslavený v roce 1999 († 21. srpna 1942)
- 1906 – Wolfgang Graeser, německý matematik a hudební analytik († 13. června 1928)
- 1909 – Elia Kazan, americký režisér, spisovatel a scenárista (Viva Zapata!) († 2003)
- 1910 – Jack Shea, americký rychlobruslař, dvojnásobný olympijský vítěz († 22. ledna 2002)
- 1911 – Todor Živkov, komunistický vůdce Bulharska († 5. srpna 1998)
- 1912 – Peter Walker, britský automobilový závodník († 1. března 1984)
- 1914
  - James Van Allen, americký fyzik († 9. srpna 2006)
  - Graeme Bell, australský klavírista, hudební skladatel a kapelník († 13. června 2012)
- 1917 – John Cornforth, australský organický chemik, Nobelova cena za chemii 1975 († 14. prosince 2013)
- 1920 – Harri Webb, velšský básník († 31. prosince 1994)
- 1922 – Manolis Glezos, řecký politik a publicista († 30. března 2020)
- 1923 – Peter Lawford, americký herec († 1984)
- 1924
  - Bridie Gallagher, irská zpěvačka († 9. ledna 2012)
  - Leonard Rosenman, americký hudební skladatel († 4. března 2008)
- 1927 – François Billetdoux, francouzský spisovatel († 26. listopadu 1991)
- 1930
  - Baudouin I. Belgický, král Belgie, vévoda brabantský († 31. července 1993)
  - Sonny Rollins, americký jazzový saxofonista
- 1932 – Malcolm Bradbury, anglický spisovatel († 27. listopadu 2000)
- 1934
  - Karol Polák, slovenský sportovní komentátor († 17. ledna 2016)
  - Omar Karami, libanonský politik († 1. ledna 2015)
- 1935 – Abdou Diouf, druhý prezident Senegalu
- 1936 – Buddy Holly, americký zpěvák († 1959)
- 1937 – Stanley David Griggs, americký astronaut († 1989)
- 1938 – Alexej Jakovlevič Červoněnkis, sovětský a ruský matematik († 22. září 2014)
- 1939 – Hans Dieter Schäfer, německý básník a literární teoretik
- 1940
  - Abdurrahman Wahid, čtvrtý prezident Indonésie († 30. prosince 2009)
  - Dario Argento, italský režisér, scenárista a producent
- 1943 – Gloria Gaynor, americká zpěvačka
- 1945 – Jacques Lemaire, kanadský hokejista
- 1950
  - Evan Rachel Wood (* 1987)Julie Kavner, americká herečka

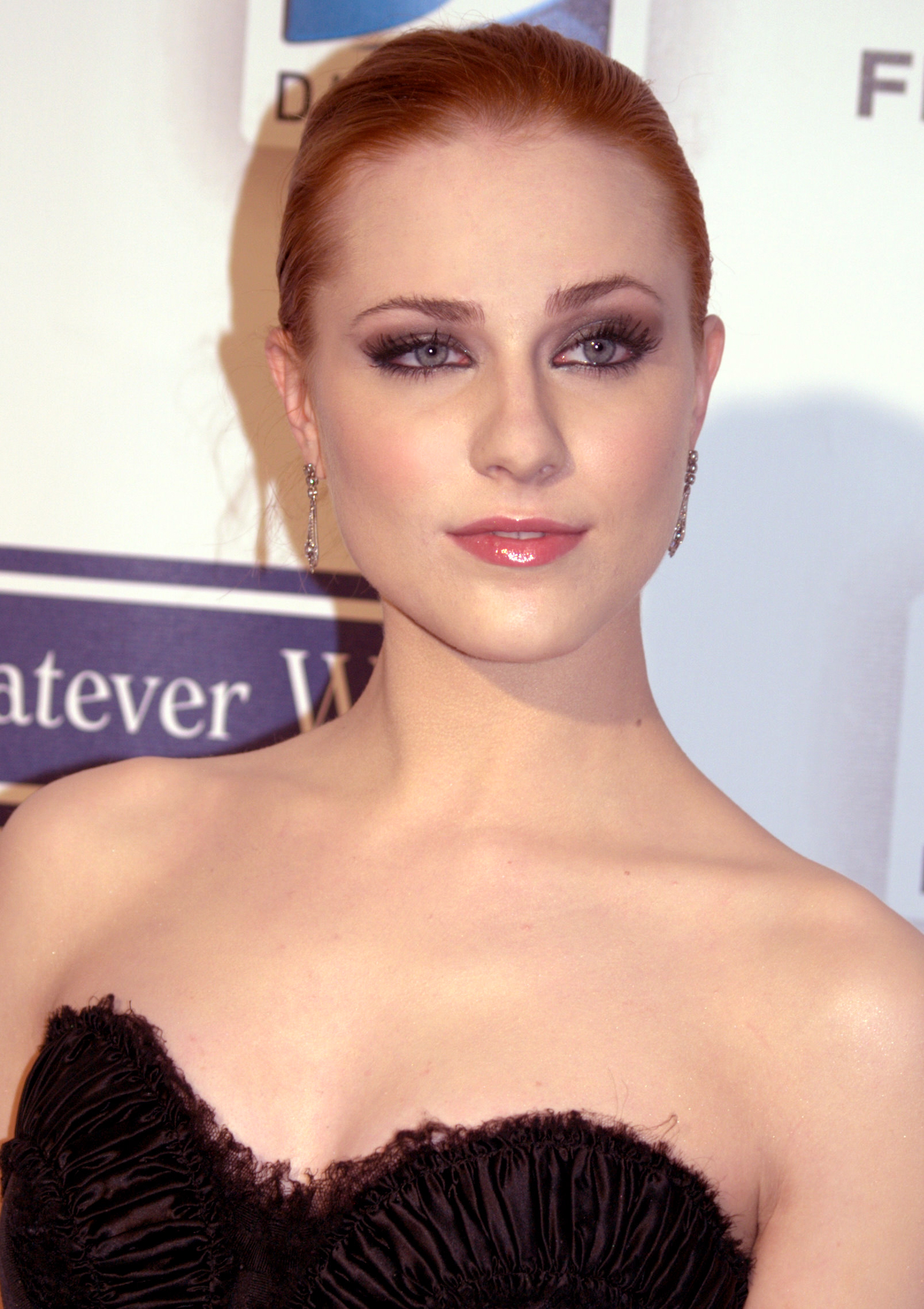
Evan Rachel Wood (* 1987)

  - Moogy Klingman, americký hudebník († 15. listopadu 2011)
- 1951 – Chrissie Hynde, americká zpěvačka a kytaristka
- 1953 – Benmont Tench, americký hudebník
- 1954 – Michael Emerson, americký divadelní a filmový herec
- 1955
  - Mira Furlanová, chorvatská herečka († 20. ledna 2021)
  - Jefim Izakovič Zelmanov, ruský matematik
- 1958 – Goran Hadžić, srbský generál, prezident Republiky Srbská Krajina († 12. července 2016)
- 1960 – Dušan Pašek, slovenský hokejista († 1998)
- 1964 – Eazy-E, americký rapper († 26. března 1995)
- 1966 – Toby Jones, britský herec
- 1968 – Marcel Desailly, francouzský fotbalista
- 1973 – Shannon Elizabeth, americká herečka
- 1979 – 
  - Peter Hochschorner, slovenský vodní slalomář
  - Owen Pallett, kanadský hudebník
- 1983 – Piri Weepu, novozélandský ragbista
- 1984 – Věra Zvonarevová, ruská tenistka
- 1986 – Denis Istomin, uzbecký tenista
- 1987 – Evan Rachel Woodová, americká herečka
- 1990
  - Libor Hudáček, slovenský lední hokejista
  - David Jelínek, český basketbalista
- 1992
  - Martin Hinteregger, rakouský fotbalista
  - Sam Kendricks, americký skokan o tyči
  - Adam Jánošík, slovenský hokejista
  - Alexej Lucenko, kazachstánský silniční cyklista
  - Kenki Fukuoka, japonský ragbista
- 1994 – Maren Lundbyová, norská skokanka na lyžích
- 1996 – Donovan Mitchell, americký basketbalista

## Úmrtí

### Česko

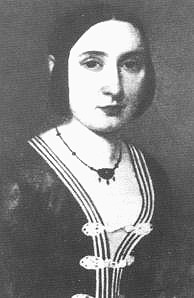
Karolina Světlá († 1899)

- 1566 – Mikuláš Zrinský ze Serynu, maďarský šlechtic a válečník (* 1508)
- 1619 – Svatý Melichar Grodecký, mučedník, patron ostravsko-opavské diecéze (* 1584)
- 1692 – Matěj Václav Šteyer, jezuitský kněz, kazatel, překladatel, náboženský spisovatel a jazykovědec (* 13. února 1630)
- 1874 – Josef Wandrasch, starosta Znojma (* 1804)
- 1880 – Hieronymus Eustach Brinke, starosta, tkadlec a písmák (* 30. září 1800)
- 1899 – Karolina Světlá, spisovatelka (* 24. února 1830)
- 1901 – Alois Gallat, dramatik a spisovatel (* 8. června 1827)
- 1912 – Jan Tomáš, český fotograf (* 2. června 1841)
- 1914 – Karel Pawlík, gynekolog a porodník (* 12. března 1849)
- 1918 – Ella Tvrdková, operní pěvkyně (* 19. února 1878)
- 1920 – Johann Ulrich, česko-německý politik (* 8. prosince 1861)
- 1922 – Baruch Placzek, brněnský rabín (* 5. října 1834)
- 1927 – Josef Theurer, český fyzik a matematik (* 20. listopadu 1862)
- 1936 – Rudolf Sloup-Štapl, československý fotbalový reprezentant (* 17. listopadu 1895)
- 1957 – Vojtěch Dundr, československý politik (* 25. prosince 1879)
- 1958 – Alois Schneiderka, český malíř (* 24. prosince 1896)
- 1970 – Jaroslav Janouch, spisovatel, redaktor, překladatel (* 22. října 1903)
- 1985 – Josef Věromír Pleva, český spisovatel pro děti a mládež (* 12. srpna 1899)
- 1995 – Petr Kalandra, bluesový zpěvák a kytarista (* 10. března 1950)
- 2001 – Vladimír Sís, český scenárista a režisér (* 7. července 1925)
- 2002 – Alexej Pludek, spisovatel (* 29. ledna 1923)
- 2011 – Pavel Vrba, textař (* 16. dubna 1938)
- 2013 – Ilja Hurník, hudební skladatel (* 25. listopadu 1922)

### Svět

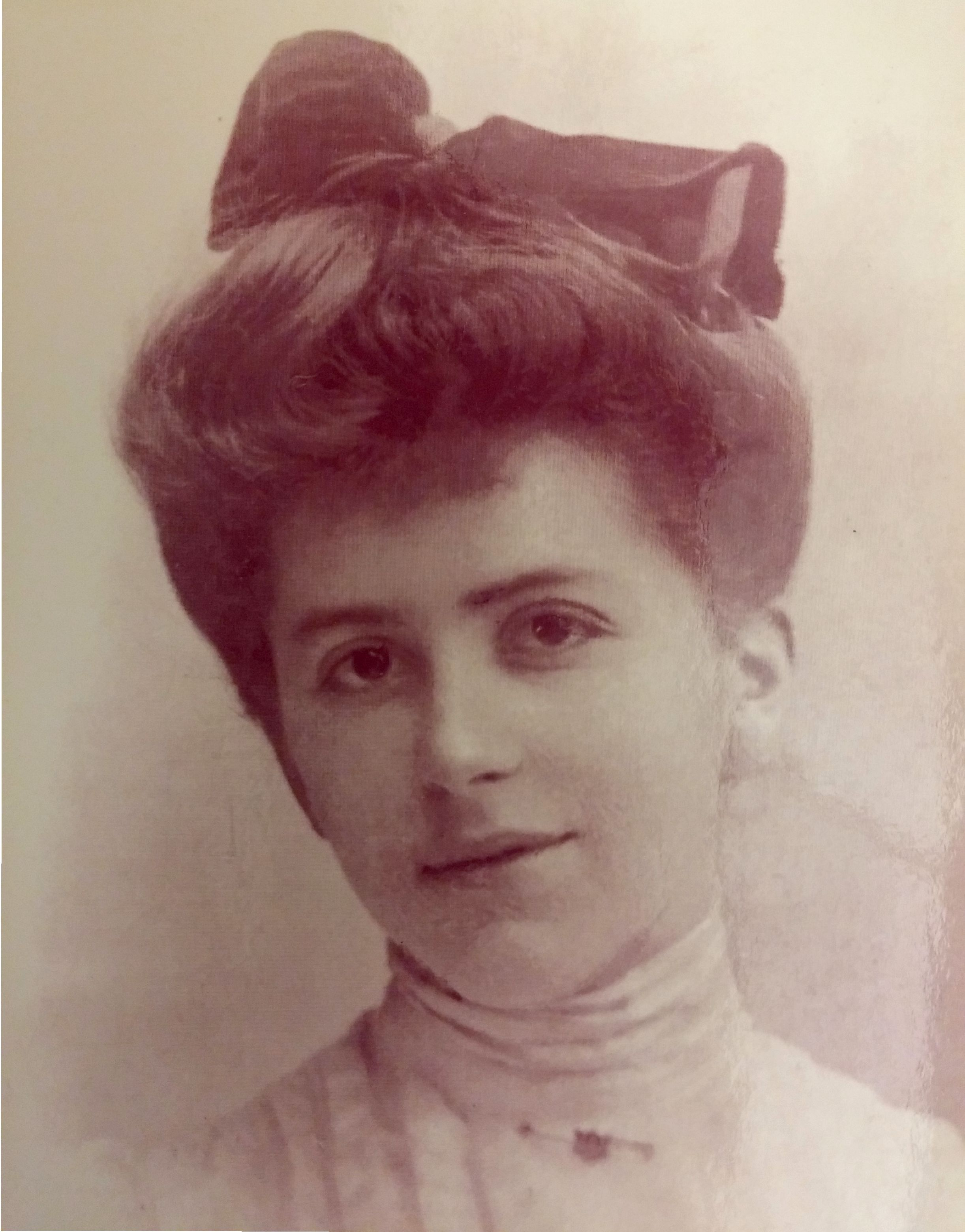
Karen Blixen († 1962)

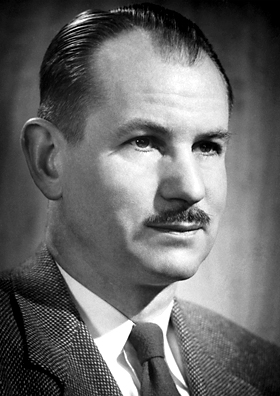
Edwin McMillan († 1991)

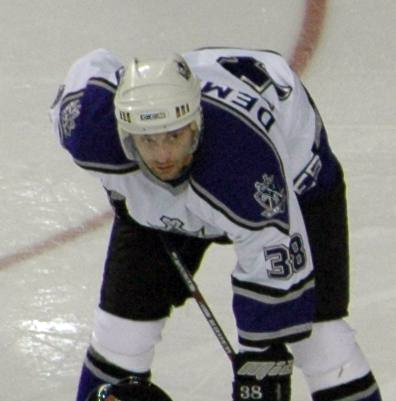
Pavol Demitra († 2011)

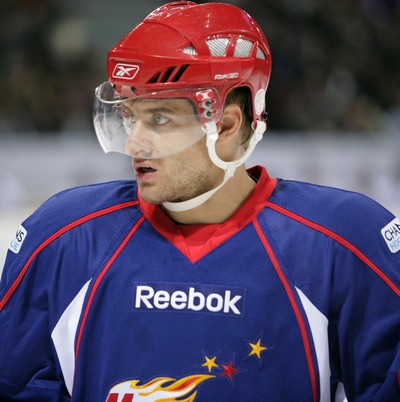
Jan Marek († 2011)

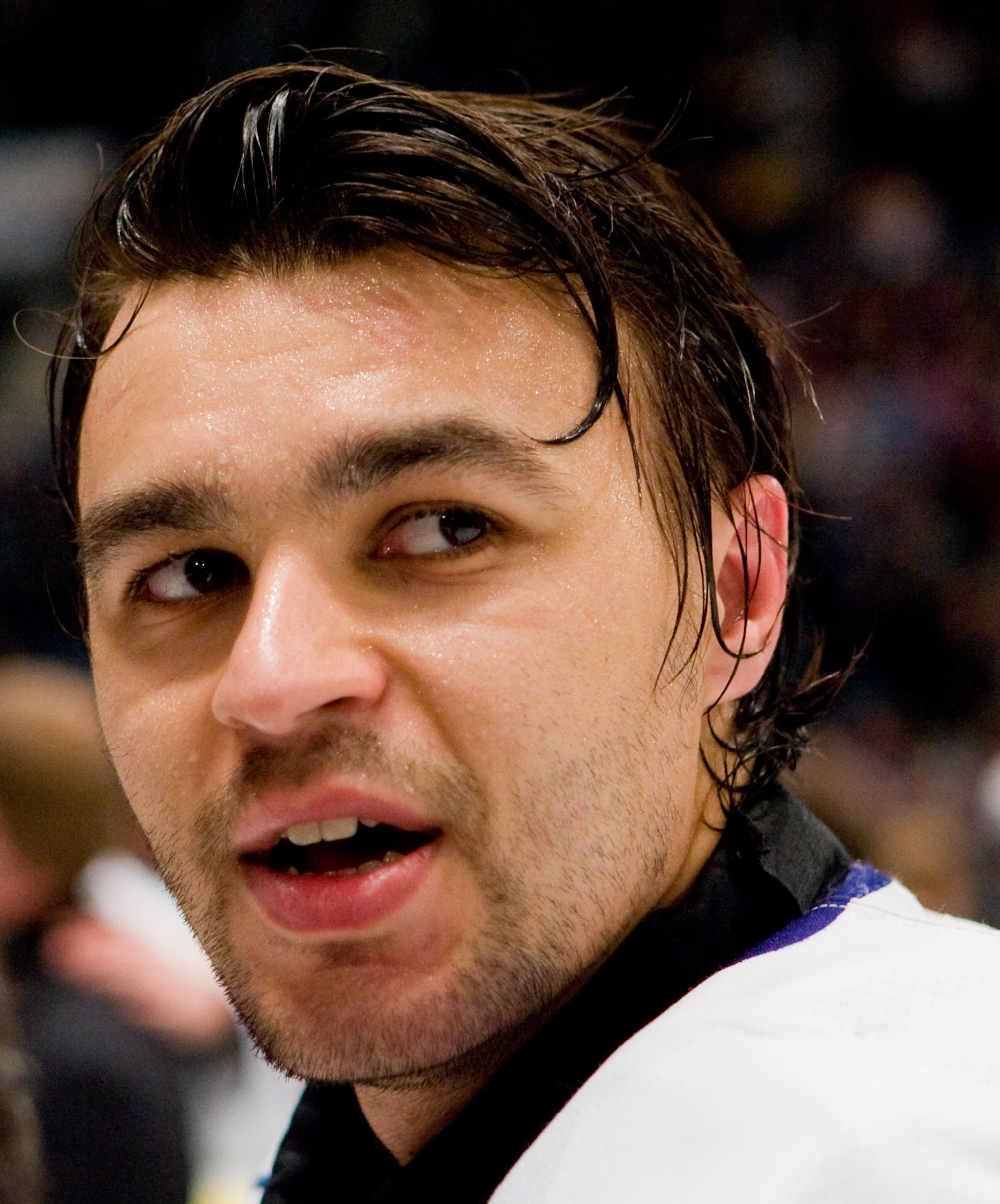
Stefan Liv († 2011)

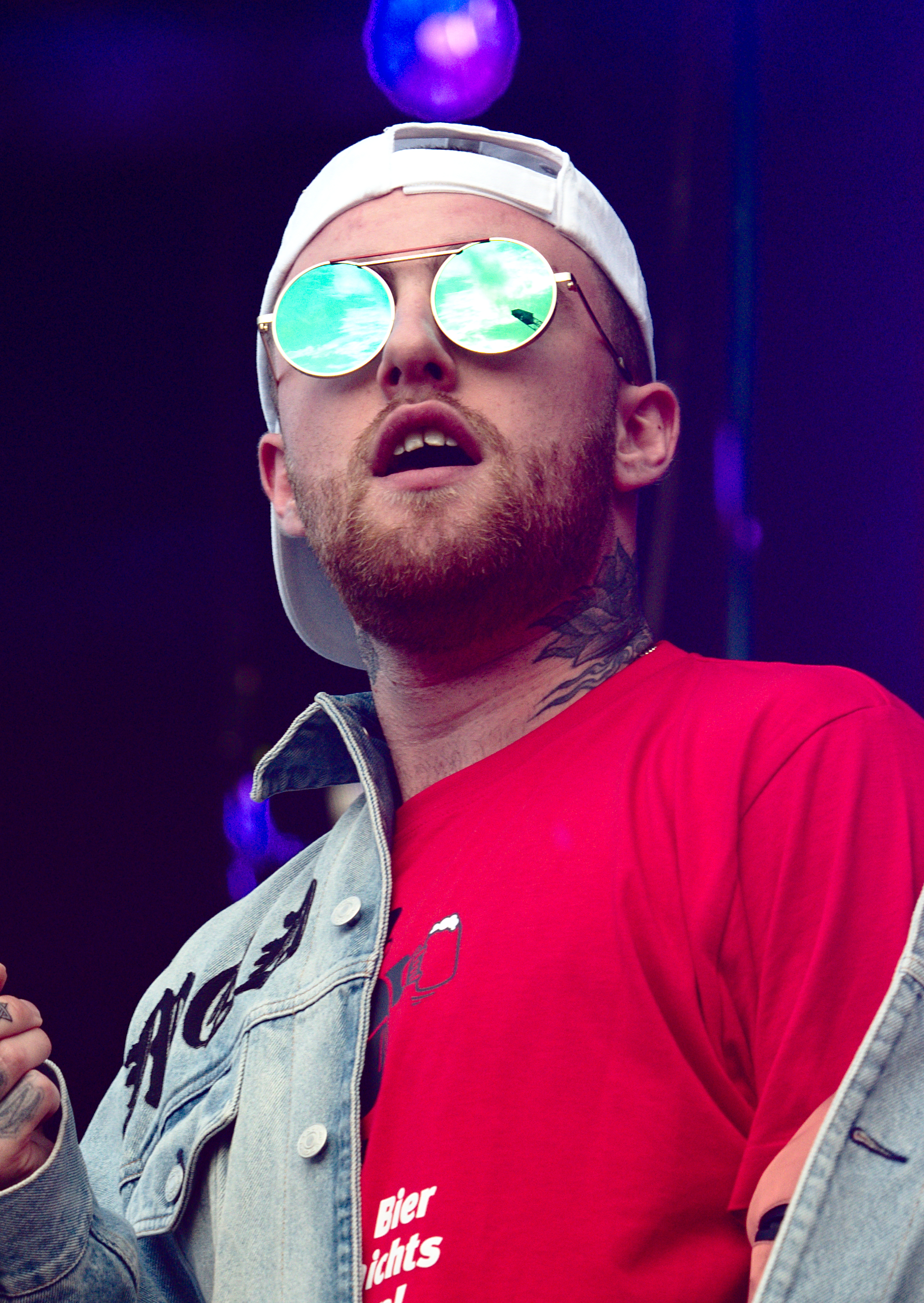
Mac Miller († 2018)

- 1151 – Geoffroy V. z Anjou, hrabě z Maine, Anjou a Touraine a normandský vévoda (* 1113)
- 1312 – Ferdinand IV. Kastilský, král Leónu a Kastílie (* 6. prosince 1285)
- 1349 – Markéta Lucemburská, česká princezna, dcera Karla IV., uherská královna (* 25. května 1335)
- 1362 – Johana Anglická, skotská královna z dynastie Plantagenetů (* 5. července 1321)
- 1559 – Robert Estienne, francouzský tiskař (* 1503)
- 1566
  - Martin Bošňák, slovenský básník a bojovník proti Turkům (* kolem 1500)
  - Mikuláš Šubič Zrinský, chorvatský a uherský vojevůdce (* 1508)
- 1573 – Jana Španělská, rakouská arcivévodkyně a španělská infantka (* 24. června 1535)
- 1619
  - Štefan Pongrác, košický mučedník, světec (* 1582)
  - Marek Križin, košický mučedník, světec (* 1589)
- 1731 – Jevdokija Lopuchinová, první manželka cara Petra Velikého (* 9. července 1669)
- 1741 – admirál Blas de Lezo, španělský šlechtic, námořník a vojevůdce (* 3. února 1689)
- 1799 – Jan Ingenhousz, nizozemský fyziolog, botanik a fyzik (* 8. prosince 1730)
- 1892 – John Greenleaf Whittier, americký kvakerský básník a abolicionista (* 17. prosince 1807)
- 1902 – Enrique Gaspar y Rimbau, španělský diplomat a spisovatel (* 2. března 1842)
- 1910 – William Holman Hunt, anglický malíř (* 2. dubna 1827)
- 1918
  - Morfydd Llwyn Owen, velšská hudební skladatelka, klavíristka a zpěvačka (* 1. října 1891)
  - Peter Ludwig Mejdell Sylow, norský matematik (* 12. prosince 1832)
- 1922 – Léonce Girardot, francouzský automobilový závodník (* 30. dubna 1864)
- 1926 – Ján Meličko, slovenský pedagog a hudební skladatel (* 22. prosince 1846)
- 1933 – Max Adalbert, německý divadelní a filmový herec (* 19. února 1874)
- 1941
  - Lajos Vajda, maďarský malíř (* 6. srpna 1908)
  - Secondo Pia, italský právník a amatérský fotograf (* 9. září 1855)
- 1945 – Moritz Vetter-Lilie, moravský šlechtic, rakouský a československý politik (* 22. srpna 1856)
- 1948 – André Suarès, francouzský spisovatel (* 12. června 1866)
- 1949 – Elton Mayo, australský psycholog a sociolog (* 26. prosince 1880)
- 1951 – Maria Montezová, dominikánská herečka (* 6. června 1912)
- 1952 – Josef Marek, slovenský veterinář, vědec a pedagog (* 18. března 1868)
- 1960 – Wilhelm Pieck, prezident Německé demokratické republiky (* 3. ledna 1876)
- 1962
  - Todos Osmačka, ukrajinský spisovatel (* 3. května 1895)
  - Eidži Jošikawa, japonský spisovatel historických románů (* 11. srpna 1892)
  - Karen Blixenová, dánská spisovatelka (* 17. dubna 1885)
- 1963 – Bernard Reder, ukrajinský sochař, grafik a architekt (* 29. června 1897)
- 1965 – Robert Benson, kanadský hokejista, olympijský vítěz (* 18. května 1894)
- 1968 – Lucio Fontana, italský výtvarník (* 19. února 1899)
- 1969 – Arthur Benda, německý fotograf (* 23. března 1885)
- 1978 – Keith Moon, anglický bubeník The Who (* 23. srpna 1946)
- 1970 – Jicchak Gruenbaum, izraelský a polský politik (* 24. listopadu 1879)
- 1983 – Boris Hagelin, švédský vynálezce šifrovacích strojů (* 2. července 1892)
- 1984 – Josip Slipyj, řeckokatolický arcibiskup a kardinál (* 17. února 1892)
- 1985 – György Pólya, maďarský matematik (* 13. prosince 1887)
- 1988 – Károly Reich, maďarský malíř, grafik a ilustrátor (* 8. srpna 1922)
- 1990 – Alan John Percivale Taylor, anglický historik a novinář (* 25. března 1906)
- 1991 – Edwin McMillan, americký fyzik, Nobelova cena za chemii 1951 (* 18. září 1907)
- 1993 – Christian Metz, francouzský filmový teoretik (* 12. prosince 1931)
- 1994 – James Clavell, anglický spisovatel (* 10. října 1924)
- 1996
  - Bibi Beschová, rakousko-americká herečka (* 1. února 1940)
  - Gilda, argentinská zpěvačka (* 11. října 1961)
- 1997 – Mobutu Sese Seko, prezident Zairu (* 14. října 1930)
- 2001 – Felix Vašečka, slovenský odbojář a komunistický politik (* 13. ledna 1915)
- 2002
  - Uziel Gal, izraelský konstruktér samopalu Uzi (* 15. prosince 1923)
  - Cyrinda Foxe, americká modelka a herečka (* 22. února 1952)
- 2003 – Warren Zevon, americký rockový zpěvák (* 24. ledna 1947)
- 2005 – Arnold Keyserling, německý filosof a teolog (* 9. února 1922)
- 2011
  - Karel Rachůnek, český hokejista (* 27. srpna 1979)
  - Jan Marek, český hokejista (* 31. prosince 1979)
  - Josef Vašíček, český hokejista (* 12. září 1980)
  - Pavol Demitra, slovenský hokejista (* 29. listopadu 1974)
  - Ruslan Salej, běloruský hokejista (* 2. listopadu 1974)
  - Stefan Liv, švédský hokejista (* 21. prosince 1980)
  - Igor Koroljov, ruský hokejista (* 1970)
  - Brad McCrimmon, kanadský hokejista a trenér (* 1959)
  - Kārlis Skrastiņš, lotyšský hokejista (* 1974)
  - Eddie Marshall, americký bubeník (* 13. dubna 1938)
- 2013 – Fred Katz, americký violoncellista (* 25. února 1919)
- 2014 – Maryna Dorošenková, ukrajinská basketbalistka (* 22. března 1981)
- 2018 – Mac Miller, americký rapper (* 19. ledna 1992)
- 2022 – Valerij Poljakov, sovětský kosmonaut (* 27. dubna 1942)
- 2024 – Dan Morgenstern, německý hudební kritik (* 24. října 1929)

## Svátky

### Česko
- Regina, Gina
- Den otevřených dveří památek v České republice

### Svět
- zahájení almegeského městského festivalu (konec 8. září)
- Brazílie: Den nezávislosti
- USA: Den prarodičů (je-li neděle)
- Namibie, Jihoafrická republika: Den osadníků (je-li neděle)
- USA, Guam: Labor Day (Svátek práce, je-li pondělí)
- OSN: Mezinárodní den čistého ovzduší za modrou oblohu

| 7. září v pražském KlementinuÚdaje jsou platné k 8. 7. 2025. | 7. září v pražském KlementinuÚdaje jsou platné k 8. 7. 2025. | 7. září v pražském KlementinuÚdaje jsou platné k 8. 7. 2025. |
| minimum                                                      | denní průměr                                                 | maximum                                                      |
| ------------------------------------------------------------ | ------------------------------------------------------------ | ------------------------------------------------------------ |
| 5,2 °C (1845)                                                | 15,9 °C (od 1961)                                            | 30,6 °C (2024)                                               |